# Keith Osgood
Keith Osgood (Isleworth, 8 maggio 1955) è un ex calciatore inglese, di ruolo difensore.

## Carriera
Esordisce tra i professionisti all'età di 17 anni nella stagione 1972-1973 con il Tottenham, club della prima divisione inglese; gioca poi in realtà la sua prima partita in campionato nella stagione 1973-1974. Nella stagione 1974-1975 gioca invece 10 partite, guadagnandosi poi la maglia da titolare nella stagione 1975-1976, nella quale segna 3 reti in 42 partite di campionato. La stagione 1976-1977, che gli Spurs concludono con una retrocessione in seconda divisione, è invece la sua migliore in carriera dal punto di vista individuale, visto che realizza 7 reti in 42 partite di campionato; gioca poi fino al gennaio del 1978 con il Tottenham, realizzando 3 reti in 18 presenze in seconda divisione, prima di passare a stagione in corso al Coventry City, con cui conclude la stagione segnando una rete in 14 presenze in prima divisione.
Gioca agli Sky Blues anche nella prima parte della stagione 1978-1979, in cui totalizza 11 presenze; nell'ottobre del 1979 si trasferisce al Derby County, con cui nella stagione 1979-1980, conclusasi con una retrocessione in seconda divisione, segna 3 reti in 32 presenze in massima serie; l'anno seguente mette invece a segno 7 reti in 37 presenze in seconda divisione con la maglia dei Rams. Tra il 1981 ed il 1983 gioca invece nel Leyton Orient, con cui trascorre la stagione 1981-1982 in seconda divisione e la stagione 1982-1983 in terza divisione, per complessive 36 partite di campionato disputate con il club londinese. Nel 1984 va invece a giocare in Finlandia all'HJK, club della prima divisione locale, con cui gioca anche 2 partite nella Coppa UEFA 1984-1985, oltre a segnare 2 reti in 10 partite di campionato. Torna quindi in patria, chiudendo la carriera con le maglie del Cambridge Utd prima e dei semiprofessionisti dello Stapenhill poi.

## Palmarès

### Club

#### Competizioni nazionali
- Coppa di Lega inglese: 1

Tottenham: 1972-1973